# Vessioli (Ostrovianski)
|  | Per a altres significats, vegeu «Vessioli». |

Vessioli (en rus: Весёлый) és un poble (un khútor) de l'óblast de Rostov, a Rússia, segons el cens del 2010 tenia 362 habitants, pertany al municipi d'Ostrovianski.